# Interstate Railroad

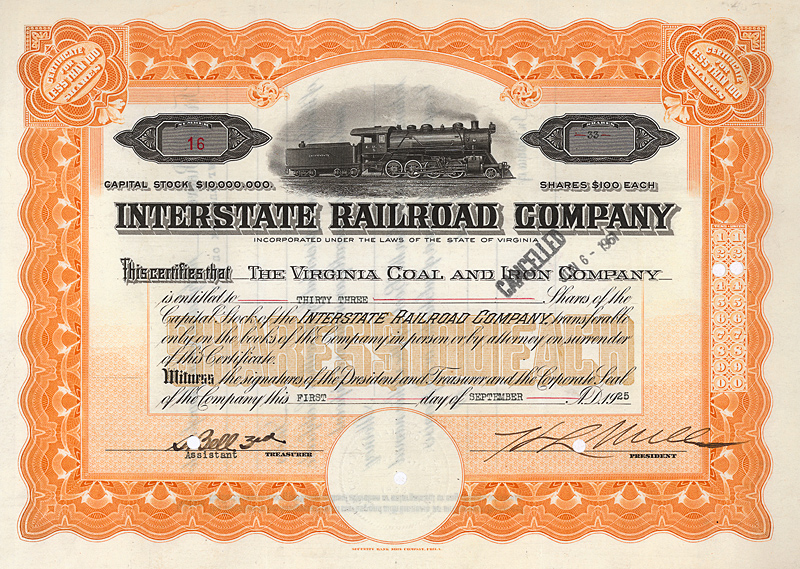
Aktie der Interstate Railroad Company vom 1. September 1925

Die Interstate Railroad (AAR Reporting mark: INT) war eine US-amerikanische Eisenbahngesellschaft mit einem Streckennetz von 142 Kilometer im westlichen Teil des Bundesstaates Virginia. Die Gesellschaft gehörte der Virginia Coal & Iron Co. Die Strecken der Interstate Railroad führten von Miller Yard im nordöstlichen Scott County (Anschluss an die Clinchfield Railroad) in westliche Richtung nach Appalachia und nach Andover, wo sich auch der wichtigste Güterbahnhof und der Sitz der Gesellschaft befanden. Dazu gab es einige Nebenstrecken, die sich nach Norden in die Black Mountains erstreckten. Die Bahn transportierte vor allem die gewonnene Kohle aus den Bergen ab.
Die Gesellschaft wurde 1896 gegründet. Im Jahr 1909 war der erste Abschnitt zwischen Stonega und Norton fertiggestellt. 1913 übernahm man die Wise Terminal Co. und zehn Jahre später wurde die Verbindung mit der Clinchfield Railroad hergestellt. Was ursprünglich als Nebenstrecke gedacht war, wurde bald zur Hauptlinie. 1961 erwarb die Southern Railway die Gesellschaft. Im Oktober 1985 wurde die Gesellschaft dann mit der Norfolk Southern verschmolzen.